# کوی (ماهی)
ماهی کوی یا کَپور زینتی (به ژاپنی: 鯉) (تلفظ: کُیْ) (نام علمی: Cyprinus rubrofuscus koi) یکی از انواع تزئینی و پرورش یافته از کپورماهیان است که دارای رنگ‌های مختلف و زیبایی است و به عنوان ماهی زینتی در برکه‌ها، حوضچه‌ها و آکواریوم‌ها نگهداری می‌شود.
کپور زینتی رنگی در اصل Irokoi (色鯉) به معنی کپور رنگی، هاناکوی (花鯉) به معنی کپور گلدار و Moyōkoi (模様鯉) به معنای کپور طرحدار نامیده می‌شد. نظریه‌های مختلفی در مورد چگونگی استفاده از این کلمات و تغییر آن به کلمه نیشیکیگوی (錦鯉) که امروزه استفاده می‌شود وجود دارد. یک نظریه بر این باور است که در طول جنگ جهانی دوم، کلمات ایروکوی و هاناکوی (که می‌توانند معانی جنسی داشته باشند) به نیشیکیگوی تغییر یافت زیرا برای موقعیت اجتماعی جنگ مناسب نبودند. نظریه دیگر این است که Nisikigoi، که نام اصلی گونه محبوب Taishō Sanshoku بود، به تدریج به اصطلاحی تبدیل شد که برای همه کوی‌های زینتی استفاده می‌شود.

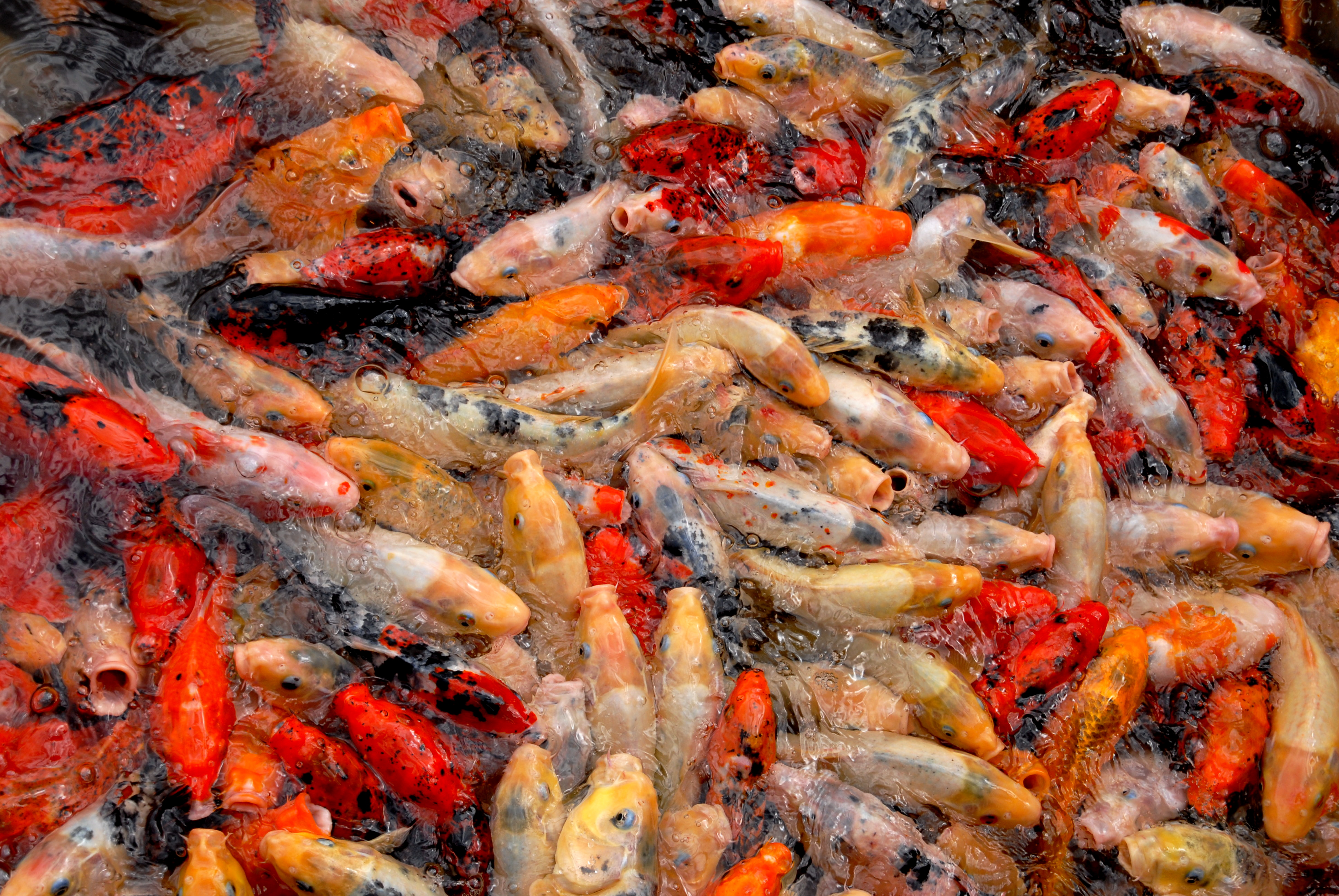
تجمع ماهی‌های کوی در استخر یک پارک

کوی‌ها بیشتر برای آراستن باغ‌ها در فضای باز و در استخرها و حوضچه‌های باغ‌ها نگهداری می‌شوند. این نوع ماهی در دهه ۱۸۲۰ از پرورش و اصلاح نژادی کپور معمولی به وجود آمد. کوی‌ها هنوز در ژاپن طرفداران فراوانی دارند و نماد عشق و دوستی خوانده می‌شوند. رنگ‌های کوی بسیار گوناگون می‌باشد، اما رایج‌ترین این رنگها سفید، قرمز، سیاه، زرد، آبی و خامه‌ای می‌باشند.
در چند دهه گذشته علاقه‌مندان زیادی در میان مردم غرب و سایر نقاط جهان به پرورش ماهی کوی (Koi) یا ماهی کپور معمولی زینتی (کپور رنگی) روی آورده‌اند. پرورش و نگهداری این ماهی زینتی استخری، به امری مفرح و یک ابزار اشتغال‌زا و پردرآمد تبدیل شده و در مقایسه با پرورش سایر حیوانات خانگی از سابقه تاریخی و سطح فرهنگی بالاتری در میان مردم برخوردار می‌باشد. از گذشته‌های دور در شرق، پرورش ماهی کوی از اهمیت و ارزش بسیاری برخوردار بوده و گسترش نژادهای خاص و زیباتر، اولویت ویژه‌ای داشته‌است، که بر اهمیت و محبوبیت بیش از پیش آنها می‌افزاید. این امر سبب گردید تا بشر در طول قرن‌ها ماهی کوی را به عنوان «جواهر زنده» بنامد و به تجارت ارقام جدیدتر آن بپردازد. به‌طور کلی عمده‌ترین نگرانی نهادهای نظارتی دنیا از واردات ماهی کوی، مربوط به بیماری ویروسی «هرپس ویروس کوی» است که در حال حاضر، تقریباً در سراسر جهان وجود داشته و تبدیل به خطر بزرگی برای این صنعت گردیده‌است. تاریخ دقیق ورود این ماهی به کشور ایران مشخص نیست، ولی در دو دهه اخیر واردات و تولید ماهی کوی در ایران روند رو به رشدی داشته‌است.